# Venäläissaari (ö i Lappland, Rovaniemi, lat 66,01, long 26,50)
Venäläissaari är en ö i Finland. Den ligger i sjön Kuopasjärvi och i kommunen Ranua i den ekonomiska regionen  Rovaniemi ekonomiska region  och landskapet Lappland, i den norra delen av landet, 700 km norr om huvudstaden Helsingfors. Öns area är 0,8 hektar och dess största längd är 130 meter i öst-västlig riktning.